# Overstrand
Overstrand est un village du comté de Norfolk en Angleterre. Il se trouve à environ 3.5 kilomètres à l'ouest de Cromer, et à proximité des côtes. Il y a 952 habitants selon le recensement de 2001.

## Histoire
Dans le recensement Domesday Book réalisé pour Guillaume le Conquérant en 1086, le village est mentionné sous le nom de Othestranda.